# Stöfler (cratère)
Stöfler est un cratère lunaire situé sur la face visible de la Lune au sud de la Mare Nubium. Le cratère Stöfler se trouve à l'est des cratères Orontius, Saussure et Nasireddin, à l'ouest du cratère Tycho. Sa bordure nord est empiétée par le cratère Fernelius et sa bordure sud-est est empiétée par le cratère Faraday. Le plancher du cratère a été rempli avec des dépôts, soit à partir du flux de lave soit d'éjectas des cratères d'impacts. Le terrain est relativement plat et sans relief notamment dans la moitié nord-ouest.
En 1935, l'Union astronomique internationale a donné le nom du mathématicien et astronome allemand Johannes Stöffler à ce cratère lunaire.

## Cratères satellites
Par convention, les cratères satellites sont identifiés sur les cartes lunaires en plaçant la lettre sur le côté du point central du cratère qui est le plus proche de Stöfler.
| Stöfler | Latitude | Longitude | Diamètre |
| ------- | -------- | --------- | -------- |
| D       | 43.8° S  | 4.3° E    | 54 km    |
| E       | 43.8° S  | 5.8° E    | 16 km    |
| F       | 42.7° S  | 4.9° E    | 18 km    |
| G       | 43.4° S  | 2.0° E    | 20 km    |
| H       | 40.3° S  | 1.7° E    | 27 km    |
| J       | 42.2° S  | 2.4° E    | 76 km    |
| K       | 39.4° S  | 4.2° E    | 19 km    |
| L       | 39.1° S  | 7.8° E    | 17 km    |
| M       | 41.0° S  | 8.1° E    | 9 km     |
| N       | 41.9° S  | 6.6° E    | 14 km    |
| O       | 43.3° S  | 1.3° E    | 9 km     |
| P       | 43.2° S  | 7.3° E    | 33 km    |
| R       | 42.2° S  | 1.8° E    | 6 km     |
| S       | 44.9° S  | 5.8° E    | 9 km     |
| T       | 39.7° S  | 8.2° E    | 5 km     |
| U       | 40.1° S  | 9.6° E    | 5 km     |
| X       | 40.5° S  | 5.5° E    | 3 km     |
| Y       | 39.9° S  | 5.5° E    | 3 km     |
| Z       | 40.3° S  | 3.2° E    | 4 km     |